# Cyathea holdrigeana
Cyathea holdrigeana là một loài dương xỉ trong họ Cyatheaceae. Loài này được Nisman & L.Gomez in L.Gomez mô tả khoa học đầu tiên năm 1971.
Danh pháp khoa học của loài này chưa được làm sáng tỏ. 